# Lariscus
Lariscus là một chi động vật có vú trong họ Sóc, bộ Gặm nhấm. Chi này được Thomas và Wroughton miêu tả năm 1909. Loài điển hình của chi này là Sciurus insignis F. Cuvier, 1821.

## Các loài
Chi này có 4 loài.
- Lariscus hosei
- Lariscus insignis
- Lariscus niobe
- Lariscus obscurus